# Akam
Sunny Dhinsa (né le 20 mai 1993 à Abbotsford en Colombie-Britannique) est un lutteur et un catcheur (lutteur professionnel) canadien-indien connu sous le nom de ring d'Akam. Il est principalement connu comme catcheur à la World Wrestling Entertainment (WWE) de 2014 à 2020.
D'abord lutteur, il remporte notamment la médaille d'argent aux Jeux panaméricains de 2011  puis la médaille d'or des Jeux de la Francophonie 2013 en lutte libre dans la catégorie des poids lourd.
Il signe un contrat avec la WWE en octobre 2014 et c'est à partir du printemps 2016 qu'il commence à faire parler de lui sous le nom d'Akam.  Il fait équipe avec Rezar et ont comme manager Paul Ellering. Ils remportent d'abord le tournoi Dusty Rhodes Tag Team Classic puis les championnats par équipe de la NXT.

## Jeunesse
Dhinsa grandit à Abbotsford où il pratique la lutte et devient champion américain cadet de lutte libre chez les poids-lourds (plus de 100 kg). Il étudie la criminologie à l'université Simon Fraser tout en faisant partie de l'équipe de lutte.
Il commence à faire parler de lui en tant que lutteur en 2011 lors du championnat du Commonwealth où il remporte la médaille de bronze en lutte gréco-romaine et la médaille d'or en lutte libre dans la catégorie des poids lourd (plus de 120 kg (264 lb)). Cette performance lui permet de participer aux Jeux panaméricains et il y obtient la médaille d'argent en lutte libre.
En 2012, il participe au tournoi de qualification olympique en lutte gréco-romaine mais il termine 5e et n'obtient pas sa place pour les Jeux de Londres.
Il continue la lutte en 2013 et atteint la finale du Dave Schultz Memorial le 31 janvier. Il obtient la médaille d'or aux Jeux de la Francophonie en lutte libre le 6 septembre puis le Challenge Henri Deglane le 29 novembre,.

## Carrière

### World Wrestling Entertainment (2014-2020)

#### NXT (2014-2018)
Dhinsa signe un contrat avec la World Wrestling Entertainment (WWE) fin octobre 2014.
Il participe à son premier combat le 4 avril 2015 sous son véritable nom et est ce jour-là un des participants d'une bataille royale.
La WWE décide de créer une équipe avec Gzim Selmani et ont comme manager Paul Ellering. En août, il change de nom pour celui d'Akam. Ils remportent le tournoi Dusty Rhodes Tag Team Classic le 19 novembre après leur victoire face à TM61 (Nick Miller et Shane Thorne). 
Lors de NXT Takeover: San Antonio, ils battent DIY et remportent les NXT Tag Team Championship. Lors de NXT Takeover: Orlando, ils battent DIY et The Revival dans un Elimination Tag Team Match et conserve leurs titres. Lors de NXT Takeover: Chicago, ils battent DIY dans un Ladder Match et conservent leurs titres. Lors de NXT Takeover: Brooklyn III, ils perdent contre SAniTY et perdent leurs titres.
Le 7 avril à NXT Takeover: New Orleans, ils ne remportent pas les titres par équipe de la NXT en perdant contre The ndisputed Era, ce match impliquait également Roderick Strong et Pete Dunne.

#### Rawet renvoi (2018-2020)
Le 9 avril à Raw, The Authors of Pain font leurs débuts en battant Heath Slater et Rhyno.
Le 10 septembre à Raw, ils changent de nom de ring pour AOP et battent Nathan Bradley & Ronnie Ace.
Le 5 novembre à Raw, Akam & Rezar battent Seth Rollins au cours d'un match handicap et remportent les championnats par équipe de Raw.
Le 18 novembre lors des Survivor Series (2018), ils battent les champions par équipe de SmackDown : Cesaro & Sheamus au cours d'un Champions. vs Champions match . 
Le 10 décembre à Raw, AOP perdent les titres par équipe de Raw au cours d'un match handicap qui incluait Drake Maverick dans leur équipe contre Bobby Roode et Chad Gable.
Le 4 septembre 2020, la WWE annonce avoir mis fin aux contrats d'Akam et de Rezar.

## Palmarès

### Comme lutteur
- Challenge Henri Deglane
  -  en lutte libre dans la catégorie des poids lourds (plus de 120 kg (264 lb)) en 2013.
- Championnat du Commonwealth
  -  en lutte gréco-romaine dans la catégorie des poids lourds en 2011.
  -  en lutte libre dans la catégorie des poids lourds en 2011.
- Championnat du monde de lutte Junior
  - 14e en lutte libre dans la catégorie des poids lourds en  2010.
  - 11e en lutte libre en 2011 dans la catégorie des poids lourds.
  - 5e en lutte libre en 2012 dans la catégorie des poids lourds.
  -  en lutte libre en 2013 dans la catégorie des poids lourds.
- Championnat du monde de lutte universitaire
  - 9e en lutte libre dans la catégorie des poids lourds en 2012.
- Championnat panaméricain de lutte Cadets
  -  en lutte libre dans la catégorie poids lourds (plus de 100 kg (220 lb)) en 2008.
- Championnat panaméricain de lutte Senior
  -  en lutte gréco-romaine dans la catégorie des poids lourds en 2012.
  -  en lutte libre dans la catégorie des poids lourds en 2012.
- Dave Schultz Memorial International
  -  en lutte libre dans la catégorie des poids lourds en 2013.
- Jeux panaméricains de 2011
  -  en lutte libre dans la catégorie des poids lourds.
- Jeux de la Francophonie 2013
  -  en lutte libre dans la catégorie poids lourds.

### Comme catcheur
- World Wrestling Entertainment
  - 1 fois champion par équipes de Raw avec Rezar[22]
  - 1 fois NXT Tag Team Champion avec Rezar (28 janvier 2017 - 19 août 2017)
  - Vainqueur du Dusty Rhodes Tag Team Classic (2016) avec Rezar (19 novembre 2016)

## Récompenses des magazines
- Pro Wrestling Illustrated

| Année | 2016 | 2017 | 2018 | 2019 | 2020 |
| ----- | ---- | ---- | ---- | ---- | ---- |
| Rang  | 376  | 220  | 204  | 223  | 248  |